# Bowling Green (Missouri)
Bowling Green è un comune degli Stati Uniti d'America, situato nello Stato del Missouri, nella contea di Pike, della quale è il capoluogo.